# Коротаевы (33645420394)
 Коротаевы  — опустевшая деревня в Орловском районе Кировской области. Входит в состав Орловского сельского поселения.

## География
Расположена на расстоянии примерно 17 км по прямой на северо-запад от райцентра города Орлова.

## История
Известна с 1706 года как починок  Коротаевский с 3 дворами, в 1763 43 жителя. В 1905 году здесь (починок  Коротаевский или Коротаевы) дворов 7 и жителей 40, в 1926 (деревня Коротаевы или Казаковцевы) 7 и 26, в 1950 (Коротаевы) 7 и 27, в 1989 2 жителя. С 2006 по 2011 год входила в состав Шадричевского сельского поселения.

## Население
Постоянное население не было учтено как в 2002 году, так и в 2010.